# Merbabu
Merbabu je v současnosti nečinná sopka v centrální části indonéského ostrova Jáva. Má dva vrcholy: Syarif (3 119 m) a Kenteng Songo (3 145 m). Zatím jsou známy jen dvě potvrzené erupce (1560 a 1797). Jejich zdrojem byl trhlinový systém, křižující vrchol hory ve směru severozápad–jihovýchod.